# چگونه مردی را در ۱۰ روز از دست بدهیم
چگونه مردی را در ۱۰ روز از دست بدهیم (انگلیسی: How to Lose a Guy in 10 Days) فیلمی در ژانر کمدی رمانتیک به کارگردانی دونالد پتری است که در سال ۲۰۰۳ منتشر شد.

## داستان
بنجامین بری (متیو مک‌کانهی) یک متخصص تبلیغاتی و همین‌طور مورد علاقه خانم هاست، که برای برنده شدن در یک رقابت شرط می‌بندد که می‌تواند کاری کند یک زن در طول ۱۰ روز عاشق او شود.

## بازیگران
- کیت هادسون
- متیو مک‌کانهی
- آدام گلدبرگ
- بی‌بی نیوورتس
- آنی پاریس
- مایکل میشل
- شالوم هارلو
- سلیا وستون
- کاترین هان
- ماروین هملیش
- نتالی برون
- رابرت کلاین
- توماس لنون
- لیلیان مونته‌وکیا

## طراحی و جواهرات
در این فیلم اندی یک گردنبند تاج گل الماس هری وینستون با آویز الماس زرد 84 عیار (موسوم به "ایزادورا") به ارزش تقریبی 5 میلیون و 280 هزار دلار و یک جفت گوشواره گل میخی الماس زرد تراش خورده 5 قیراطی به ارزش تقریبی 125 هزار دلار را استفاده می کند. این طرح توسط طراح مد دینا بار ال طراحی شده است، نه کارن پچ طراح فیلم. همچنین تخمین زده می شود که ارزش کل جواهرات مورد استفاده به ارزش 14 میلیون و 200 هزار دلار به این فیلم به صورت وام پرداخت شده است. و نیز لباس لانا در جشن وارن تبلیغاتی توسط شانل است و تاج الماس او نیز واقعی است.

## تولید
موتورسیکلت مورد استفاده متیو مک کانهی نمونه ای از شرکت تولید موتورسیکلت "Triumph Bonneville" است. 